# الجريمة في النمسا

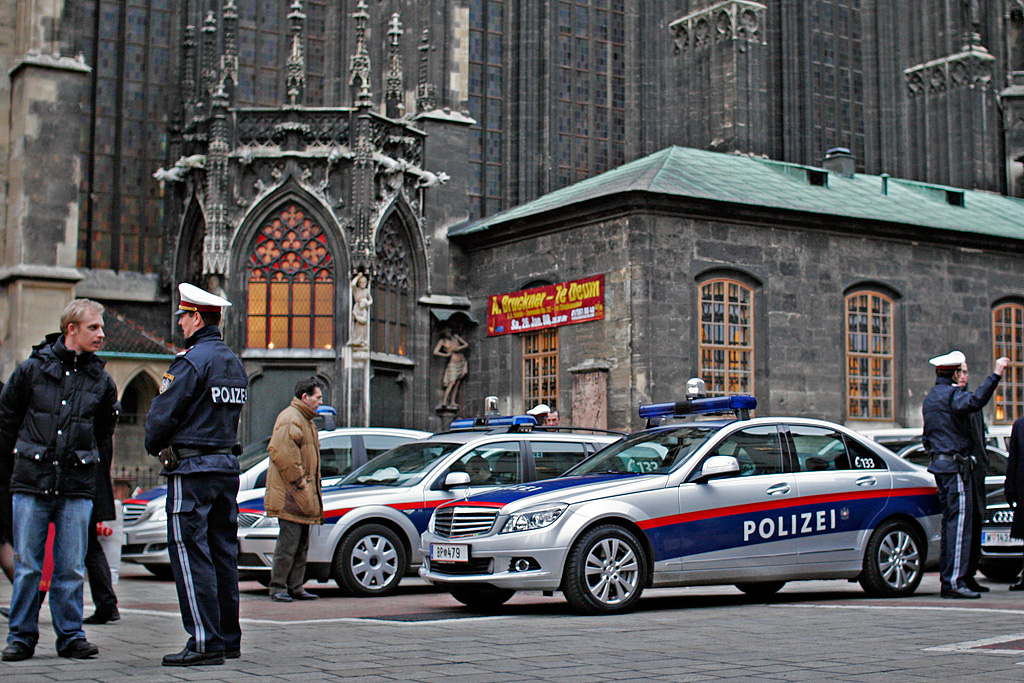
الشرطة النمساوية في فيينا.

الجريمة في النمسا يتم مكافحتها من قبل مجموعة من وكالات إنفاذ القانون النمساوية.

## الجريمة حسب النوع

### القتل
في عام 2017, كان معدل القتل المتعمد في النمسا (يبلغ عدد سكانها حوالي 8.795 مليون نسمة) هو 0.61 لكل 100,000 شخص - وهي واحدة من أدنى المعدلات في العالم. كان هناك ما مجموعه 54 جريمة قتل متعمدة في النمسا في عام 2017.

### السرقة

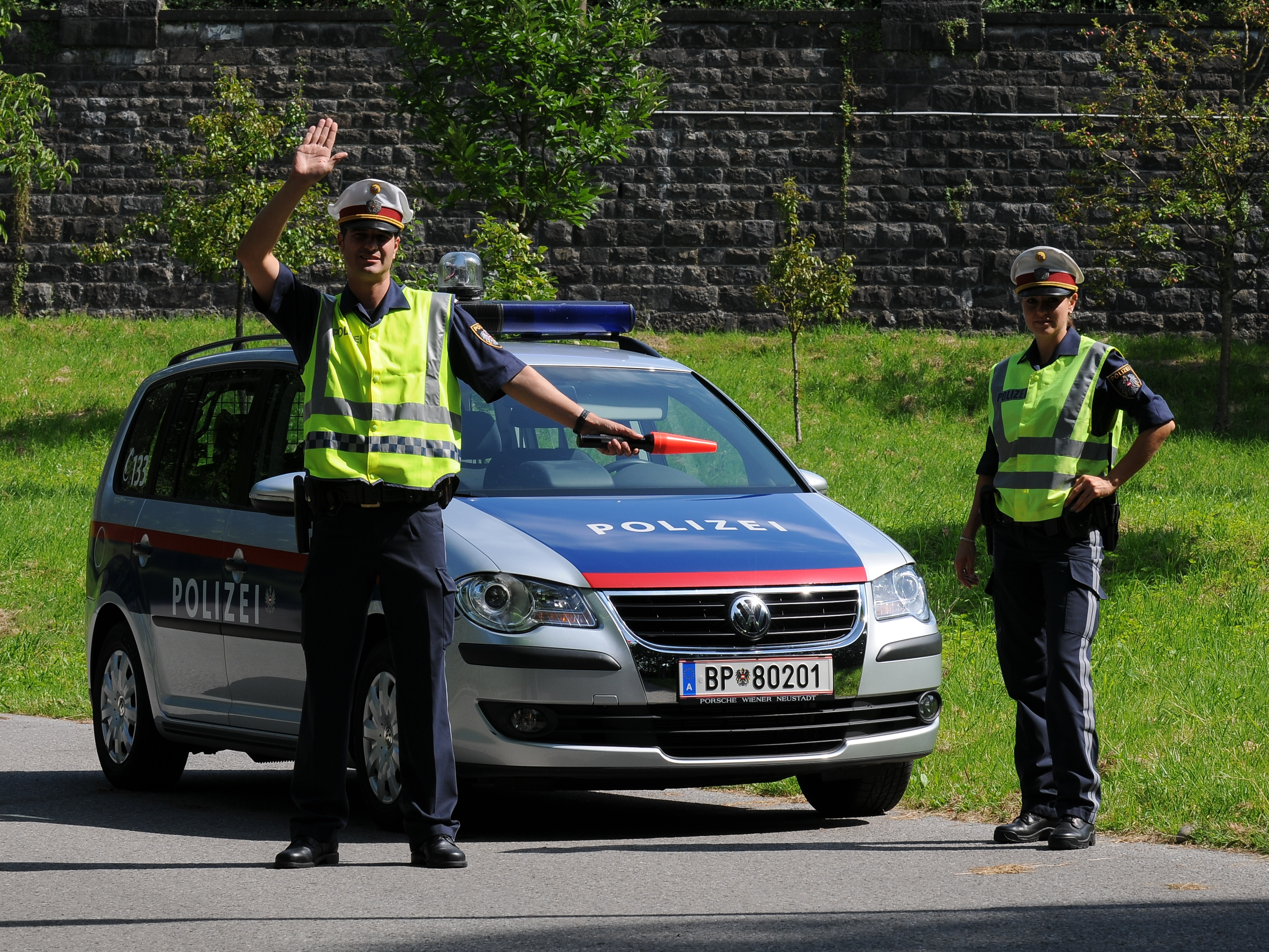
الشرطة النمساوية في محطة المرور.

يمكن العثور على السارقين وخاطفي الحقائب في المناطق المكتظة بالسكان، بما في ذلك المناطق التي يرتادها السياح ومحطات الحافلات والقطارات, وفي مترو الأنفاق. عمليات السطو السكنية تشكل مصدر قلق كبير، خاصة في المناطق الأكثر ثراءً. تصنف حكومة الولاية الفيدرالية فيينا بأنها «متوسطة» لمستويات الجريمة السكنية.
في عام 2004 ، كان لدى النمسا أدنى معدلات سرقة السيارات في الاتحاد الأوروبي.

### الفساد
النمسا لديها نظام مؤسسي وقانوني متطور، ومعظم قضايا الفساد قيد التحقيق من قبل لجنة برلمانية تنتهي بالمحاكمات القضائية والأحكام الفعالة. وقعت عدة قضايا فساد نمساوية مهمة خلال الألفينيات من القرن الماضي شملت مسؤولين عن الأراضي والإقليم، ومسؤولين عموميين رفيعي المستوى، والحكومة المركزية، وفي إحدى الحالات المستشار السابق.
في معظم الحالات، كانت الممارسات الفاسدة مرتبطة بتضارب المصالح، وإساءة استخدام المنصب، وغسل الأموال، وتجارة النفوذ. شككت فضائح الفساد في المعايير الأخلاقية للنخبة السياسية. ينعكس هذا الشك في نتائج يوروباروميتر 2012, حيث يرى ثلثا المستطلعين أن السياسيين الوطنيين فاسدون وأيضًا أكثر المؤسسات فسادًا في النمسا.

## ديناميات الجريمة
يتم استهداف النمسا من قبل مجرمين أجانب، حيث يتم تنفيذ 64 بالمائة من الجرائم المتعلقة بالمخدرات من قبل مجرمين مولودين في الخارج. وفقًا للمجرم البريطاني كولن بلاني في سيرته الذاتية «غير مرغوب فيه» ، فقد استهدف اللصوص البريطانيون وأخصائيو الثقة بالنمسا نظرًا لحقيقة أنها تعتبر لمسة ناعمة نظرًا لانخفاض معدلات الجريمة فيها نسبيًا.

## حسب الموقع
يركز معظم النشاط الإجرامي في المناطق الحضرية الكبرى.